# Рулена
Рулена, або Зеленушка-рулена (Symphodus tinca) — вид риб родини Labridae, поширений у Східній Атлантиці від Іспанії до Марокко, Середземне і Чорне моря включно. Сягає максимальної довжини 44,0 см. Морська солонуватоводна рифова риба, мешкає на глибинах 1-50 м.